# До кокал
„До кокал“ (на английски: Bones and All) е романтичен филм на ужасите от 2022 г. на режисьора Лука Гуаданино, а сценарият е на Дейвид Кайганич, базиран на едноименния роман от 2015 г., написан от Камий Деанджелис. Във филма участват Тейлър Ръсел, Тимъти Шаламе, Майкъл Стълбарг, Андре Холанд, Клои Севини, Дейвид Гордън Грийн, Джесика Харпър, Джейк Хоровиц и Марк Райлънс.
Световната премиера на филма се състои на 79-ия международен филмов фестивал във Венеция на 2 септември 2022 г., където печели „Сребърен лъв“ за най-добра режисура и награда „Марчело Мастроияни“ за Ръсел. Филмът е пуснат по кината в Съединените щати на 18 ноември от United Artists Releasing и Warner Bros. Pictures, с изключение на Италия, където е разпространен от Vision Distribution.